# Conceveiba guianensis
Conceveiba guianensis là một loài thực vật có hoa trong họ Đại kích. Loài này được Aubl. mô tả khoa học đầu tiên năm 1775.